# Saint-Pierre-de-Lamps
Saint-Pierre-de-Lamps è un comune francese di 44 abitanti situato nel dipartimento dell'Indre nella regione del Centro-Valle della Loira.

## Società

### Evoluzione demografica
Abitanti censiti